# Aaron Kimmel
Aaron Kimmel (* um 1990 in Hollidaysburg, Pennsylvania) ist ein US-amerikanischer Jazzmusiker (Schlagzeug) des Modern Jazz.

## Leben und Wirken
Kimmel besuchte die Hollidaysburg Area Senior High School. Unterricht hatte er bei seinem Vater Stephen und bei Jim Chapin, Ed Shaughnessy und Joe Morello. Bereits während seiner Zeit auf der Highschool wurde er zwei Mal mit dem Student Music Award des Down Beat (Outstanding Jazz Soloist) ausgezeichnet. Er erwarb den Bachelor of Music an der Juilliard School, an der er Unterricht bei Kenny Washington und Billy Drummond hatte; anschließend arbeitete er als freischaffender Musiker in New York City in den Jazzclubs Smalls und Dizzy’s Club Coca-Cola mit Musikern wie Ken Peplowski, Benny Green, Harry Allen, Eric Alexander, Joe Magnarelli, Ehud Asherie, Terell Stafford, Ryan Kisor, Toshiko Akiyoshi, Jerry Weldon, Jimmy Heath, Bill Pierce, Robin Eubanks, Brian Lynch, Ann Hampton Callaway, Mary Stallings, Mike LeDonne, Peter Zak, Frank Wess, Hilary Kole, Dan Block, Veronica Swift, Clovis Nicolas und Jon Faddis. Erste Aufnahmen entstanden 2013 mit Leon Redbone/Vince Giordano and The Nighthawks. Im Bereich des Jazz war er zwischen 2013 und 2019 an neun Aufnahmesessions beteiligt, zuletzt mit Alexander Claffy (Standards – What Are You Doing the Rest of Your Life) und dem Frank Basile/Sam Dillon Quintet. Zu hören ist er auch auf dem Uptown-Jazz-Tentet-Album What’s Next (2021) und Bruce Harris’ Soundview (2021).

## Diskographische Hinweise
- Ryan Slatko: First Impressions (2016), mit Daniel Dickinson, Samir Zarif, Linda Oh, Ulysses Owens
- Aaron Burnett & The Big Machine (Fresh Sound New Talent, 2018), mit Peter Evans, Corey Wilcox, Carlos Homs, Nick Jozwiak, Tyshawn Sorey
- Xavier Nero: Freedom (2020)